# Diocèse de Penang
Le diocèse de Penang  (en latin :  Dioecesis  Pinangensis ) est une circonscription ecclésiastique de l'Église catholique de Malaisie, dont le siège est à Penang. 

## Historique
Le diocèse est créé par le pape Pie XII le 25 février 1955 par la division de l’archidiocèse de Malacca (aujourd’hui archidiocèse de Singapour), dont il est suffragant. 

## Evêques de Penang
- Francis Chan : 25 février 1955 - 20 décembre 1967 (décédé)
- Gregory Yong|Gregory Yong Sooi Ngean : 9 avril 1968 - 3 février 1977 (déplacé)
- Anthony Soter Fernandez : 29 septembre 1977 - 2 juillet 1983 (déplacé)
- Anthony Selvanayagam : 2 juillet 1983 - 7 juillet 2012 (retraité)
- Sebastian Francis : depuis le 7 juillet 2012